# 犯人
犯人（はんにん）とは、法によって禁じられ国家が刑罰を科す根拠となる事実・行為を行った人物のこと。

## 概要
法治国家の国民においては、法を守ることが権利を享受するための前提条件となる。つまり、法を守れない者については法治国家の敵となるため、国家が公権力を使って権利を剥奪することになる。国家の秩序を維持する上で法から逸脱した行為を防ぐ必要があるため、犯人が法律を知らなかったり、犯人の無意識下で行ったことであっても、罪に問われる事がほとんどである。特に凶悪犯罪の場合、犯人を野放しすることは治安秩序維持の観点から問題視されるため、治安機関は犯人を摘発して裁判（公判）にかけることに全力を尽くす。公判で有罪判決が出た場合、犯人は法から逸脱した人物である事が確定するため、刑務所に送って自由を奪い、社会から隔離した環境で社会秩序を厳しく叩き込んで更生させる措置が取られる。ただし、逸脱が酷い場合は公権力によっても更生が不可能になり、犯人を生涯の全てにおいて社会から隔離したり、犯人を殺害したりする場合もある。

### 前科の扱い
1度でも有罪となり前科が付いた場合、刑期を終えても社会的制裁は残る。例えば再就職が困難だったり、住居やローンの契約を拒否されたり、外国への渡航の際にビザ免除措置の対象外になったり入国拒否となる可能性が高い。つまりは、犯罪を犯すこと自体が生涯にわたって取り返しの付かない事態を招くと言える。実名報道が行われれば立場は尚更厳しいものとなる。

### メディアでの扱い
現実世界では犯人が成人している場合は、実名報道が行われることが多い。呼び方は逮捕時は「◯◯容疑者」、起訴されると「◯◯被告」、刑務所に入ると「◯◯受刑者」になり、軽い罪であろうと釈放・出所がない限りは決して「さん」や「氏」と呼ばれることは無い。
未解決事件における正体不明の犯罪者に対しては、犯罪者自身の犯行予告から犯行声明やメディア等の呼称から、仮の犯人名が呼称されることがある。

### フィクションでの扱い
ミステリーの世界では、登場人物から犯人を推理するジャンルにおいて、探偵役が犯人を言い当てる前に、読者が犯人を推理することが最大の醍醐味となる。

## 現実世界の事件における犯人の呼称
犯人による犯行予告や犯行声明から
「草加次郎」、「ウルトラ山田」、「東アジア反日武装戦線」、「かい人21面相」、「赤報隊」、「墨子」、「酒鬼薔薇聖斗」、「てるくはのる」、「ネオむぎ茶」
メディア等の呼称
「火曜日の放火魔」、「赤いフェアレディZの女」、「水曜日の絞殺魔」、「レッサーパンダ帽男」
など

## 隠語
警察の間では、犯人の事を「ホシ」という隠語で呼ぶことがある。語源は「目星」の略称から。

## 関連書籍
- 米川明彦『俗語百科事典』朝倉書店、2021年。ISBN 9784254510683。